# Cuatrociénegas de Carranza
Cuatrociénegas de Carranza è un centro abitato del Messico, situato nello stato di Coahuila, capoluogo del comune di Cuatrociénegas.

## Valle di Cuatrociénagas

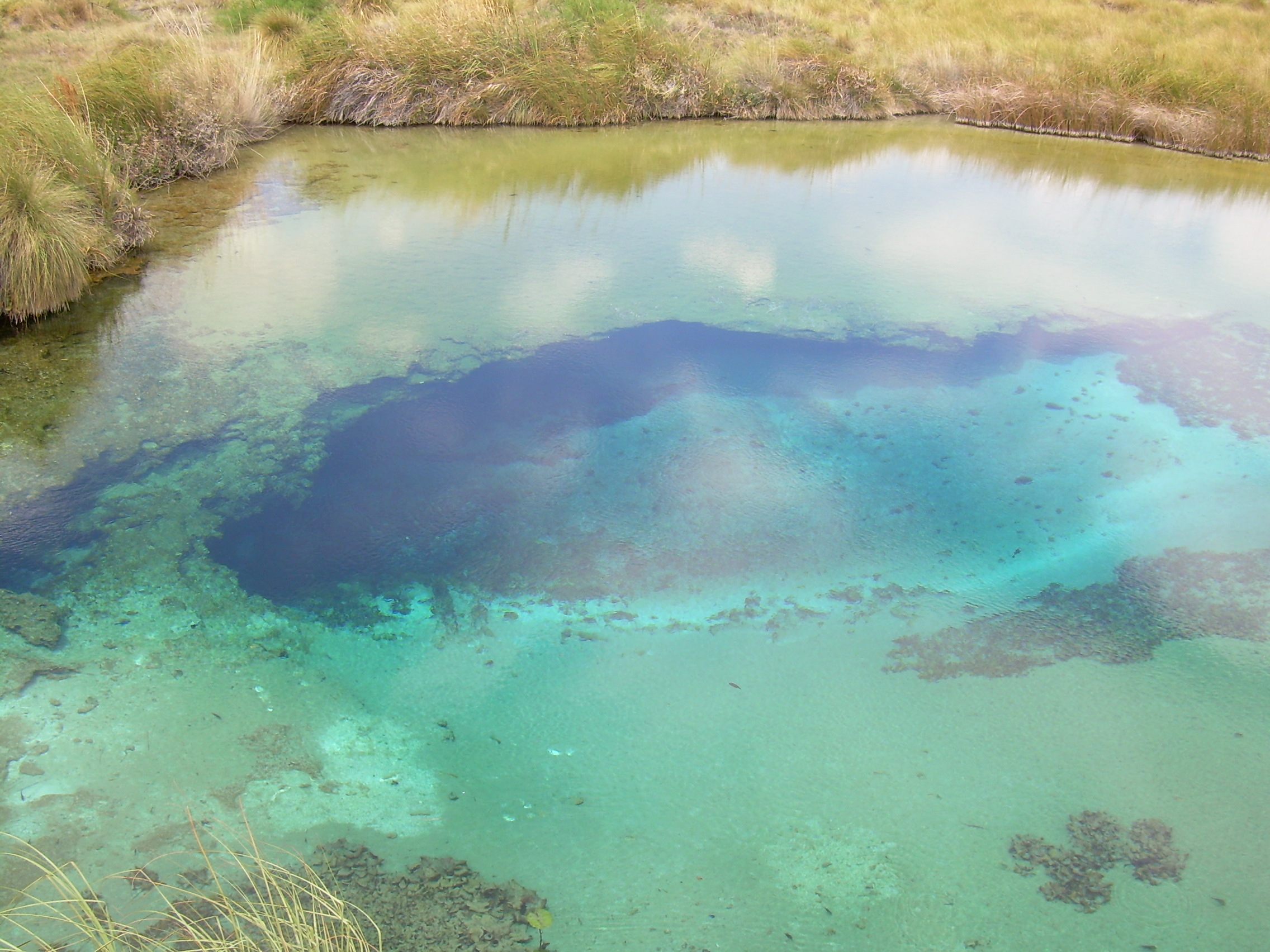
Lago Azul, a Cuatrociénegas.

Nel novembre 1994, il governo messicano decretò che la valle di Cuatrociénegas sarebbe stata protetta come area di protezione della flora e della fauna. La zona è famosa per le sorgenti e le lagune che circondano la città, in mezzo al deserto. Queste sorgenti, che costituiscono una riserva della biosfera, formano un ecosistema unico con specie endemiche.
La valle è a volte detta "le Galapagos messicane" per la sua biodiversità e l'alto indice di endemismo.
La valle di Cuatrociénegas è considerata la zona umida più importante del deserto di Chihuahua e una delle zone umide più importanti del Messico. A livello internazionale, è considerato una zona umida di importanza planetaria dalla Convenzione di Ramsar.